# Белчишта
Белчишта (мкд. Белчишта) су насеље у Северној Македонији, у западном делу државе. Белчишта су седиште општине Дебарца.

## Географија
Насеље Белчишта је смештено у западном делу Северне Македоније. Од најближег града, Охрида, насеље је удаљено 28 km северно.
Белчишта се налазе у историјској области Дебарца, која обухвата слив реке Сатеске и са изразитим планинским обележјем. Насеље је смештено у средишњем, долинском делу области. Источно од насеља издиже се Плакенска планина, а западно планина Караорман. Надморска висина насеља је приближно 770 метара.
Клима у насељу је планинска.

## Становништво
Белчишта су према последњем попису из 2002. године имала 437 становника. 
Већину становништва чине етнички Македонци (99%).
Већинска вероисповест је православље.